# Erich Thiess
Erich Thiess (* 6. März 1903 in Hamburg; † 5. Dezember 1968 in Holzminden) war ein deutscher Wirtschaftswissenschaftler.

## Leben
Thiess arbeitete zunächst vier Jahre im Bankbereich. Er studierte anschließend an der Universität zu Köln und wurde später mit Die neuesten Versuche zur Versorgung der Mittel- und Kleinindustrie mit langfristigen Krediten unter besonderer Berücksichtigung der Industrieschaften zum Dr. rer. pol. promoviert. 1932 bis 1935 war er Wissenschaftlicher Assistent von Ernst Kalb am Bankseminar in Köln und beschäftigte sich dabei besonders mit der gemeindlichen Wirtschaftsführung. Die Habilitationsschrift Das Rechnungswesen gemeindlicher Betriebe legte er 1935 an der Universität Frankfurt am Main vor.
Ab 1938 arbeitete er für die Fried. Krupp AG, wo er 1941 zum Geschäftsführer der Stahlbau Rheinhausen wurde. Als sein Schwager Ewald Loeser, zu der Zeit der kaufmännische Direktor bei Krupp, ihn 1941 entgegen den Gepflogenheiten zum Leiter des Rechnungs-Revisions-Büros machen wollte, wurde seine Ernennung von Krupp von Bohlen untersagt und Thiess musste „auf eigenen Wunsch“ das Unternehmen verlassen.
Er schloss dann sein Habilitationsverfahren, bei welchem noch Probevorlesungen fehlten, in Frankfurt am Main ab und erhielt einen Lehrauftrag an der Universität Göttingen. Anfang 1956 wurde er zum außerordentlichen Professor an die Universität Erlangen berufen und lehrte dort Betriebswirtschaft. 1958 wurde er Ordinarius an der Freien Universität Berlin.
Er starb an den Folgen eines Autounfalls auf dem Weg nach Berlin.